# 邸蘭標
邸蘭標，字香祖，江蘇溧陽縣人。清朝政治人物。

## 生平
本姓狄，榜姓魏，康熙五十九年（1702年）庚子科順天鄉試舉人。乾隆十一年（1746年），由江西瑞金縣知縣調知新建縣，任內修《新建縣志》。